# دوريق
دوريق هي قرية في مقاطعة ورزقان، إيران. عدد سكان هذه القرية هو 214 في سنة 2006.